# Завадський Михайло Адамович
Миха́йло Ада́мович Зава́дський (Міхал Завадський; 7 серпня 1828, село Михалківці, нині Ярмолинецького району Хмельницької області — 17 березня 1887, Михалківці) — український композитор, музичний педагог, піаніст польського походження.

## Біографічні відомості
Михайло Завадський народився 7 серпня 1828 року в селі Михалківці (нині Ярмолинецького району Хмельницької області).
У 1862—1863 роках навчався в Київському університеті імені Святого Володимира.
Працював учителем співу в Києві та Кам'янці-Подільському.
Помер 17 березня 1887 року в рідному селі на 59-му році життя.

## Творчість

Обкладинка збірки українських шумок Михайла Завадського

Автор понад 500 творів, пов'язаних переважно з українськими темами. Значне місце посідали мелодії для шинку. Серед творів:
- незакінчена опера «Марія. Українська повість» на сюжет польського поета Антонія Мальчевського,
- для фортепіано:
  - 12 думок,
  - 42 шумки,
  - 45 чабарашок,
  - 4 запорізькі марші,
  - дві рапсодії,
  - «Українська прядка»,
  - «Спогад про Київ»,
  - «Українські танці ельфів».

Автор пісень (зокрема, «Бурлацька» та «Запорожець»).
Деякі фортепіанні твори Завадського (зокрема, думки та шумки) було видано 1911 року в Києві.
Як зазначено в «Нарисах з історії української музики», твори Завадського «мали, безперечно, важливе значення, вони викликали інтерес до української народної пісні, бажання глибше її вивчати і займали велике місце у домашньому музичному побуті у другій половині XIX і навіть ще й на початку XX століття» .
Про популярність творів Завадського свідчить такий факт. Коли Леся Українка у 1897—1898 роках лікувалася в Ялті, то на Великдень 1898 року подарувала Катерині Дерижановій (дружині особистого Лесиного лікаря Мартироса Семеновича Дерижанова) ноти Дванадцятої шумки Михайла Завадського .
Мистецтвознавець Оксана Володимирівна Фрайт відносить Завадського до представників камерного сентиментального напрямку, характерного для першого етапу розвитку української фортепіанної музики. Як зазначає дослідниця, «цей напіваматорський, доволі салонний за образним світом репертуар започаткував розвиток програмних тенденцій в інструментальному жанрі, позначений прямолінійністю, навіть надмірністю сентиментального змісту, безпосереднім виявом емоцій».
Сучасні виконавці не обминають творчість Михайла Завадського. Так, 1986 року інструментальний ансамбль під керуванням Юрія Яценка записав чотири твори Завадського. Це «Козак», «Українська шумка», «Чабарашка № 12» та «Чабарашка № 15». Аранжування всіх цих творів виконав керівник ансамблю.

## Вшанування пам'яті
На честь композитора названо вулицю Хмельницького.
В м.Кропивницькому названо вулицю на честь Михайла Завадського.